# Jorge Marco
Jorge Marco (Madrid, 1977) es un historiador español, novelista y profesor en el Departamento de política, lenguajes y estudios internacionales de la universidad de Bath, Reino Unido.  

## Biografía
Entre el año 2009 y 2014 fue profesor en el departamento de Historia Contemporánea de la universidad Complutense de Madrid. Entre el año 2006 y 2013 trabajó con Julio Aróstegui en la cátedra Memoria Histórica del siglo XX. Ha sido investigador y profesor invitado en la London School of Economics y las universidades de Nottingham, Leeds y Exeter.

## Investigación
Sus investigaciones se han concentrado en la guerra civil española y la dictadura de Franco desde diversas perspectivas: las culturas del movimiento guerrillero antifascista, la violencia franquista, la dimensión transnacional de las experiencias de guerra, el rol de las drogas, el alcohol y el tabaco en el conflicto armado, y la subjetividad en los relatos historiográficos.

## Obra
- El franquismo. Anatomía de una dictadura, 1936-1977, Comares, 2025 [editado junto a François Godicheau].
- Paradise in Hell: Alcohol and Drugs in the Spanish Civil War, University of Wales Press, 2024.
- The Fabric of Fear: Building Franco's New Society in Spain, 1936-1950, Liverpool University Press, 2023 [escrito junto a Gutmaro Gómez Bravo].
- La guerra de España en nuestras raíces. Ancestros, subjetividad y el oficio del historiador, Madrid, Postmetrópolis, 2022   [editor]
- Paraísos en el infierno. Drogas y guerra civil española, Granada, Comares, 2021
- Guerrilleros and Neighbours in Arms: Identities and Cultures of Anti-fascist Resistance in Spain, Brighton, Sussex Academic Press, 2016.
- Violência e sociedade em ditaduras ibero-americanas no século XX Argentina, Brasil, Espanha e Portugal, Porto Alegre, EdiPUCRS, 2015 [editor junto a Helder Gordim da Silveira y Jaime Valim Mansan]
- No solo miedo. Actitudes políticas y opinión popular bajo la dictadura franquista (1936-1977), Granada, Comares, 2013 [editor junto a Miguel Ángel del Arco Blanco, Carlos Fuertes Muñoz y Claudio Hernández Burgos]
- Guerrilleros y vecinos en armas. Identidades y culturas de la resistencia antifranquista, Granada, Editorial Comares, 2012.
- La obra del miedo. Violencia y sociedad en la España franquista (1936-1950), Barcelona, Península, 2011 [escrito junto a Gutmaro Gómez Bravo].
- Hijos de una guerra. Los hermanos Quero y la resistencia antifranquista, Granada, Editorial Comares, 2010 [segunda edición ampliada, 2019].
- El último frente. La resistencia antifranquista en España, 1939-1952, Madrid, La Catarata de los Libros, 2008 [editor junto a  Julio Aróstegui]

## Novelas
- El abecedario rojo, Ediciones La Tormenta, 2024
- Travesía del Desengaño 7, Ediciones La Tormenta, 2025